# Právo stavby
Právo stavby je věcné právo k věci cizí a umožňuje stavebníkovi na cizím pozemku nebo pod povrchem pozemku postavit svou stavbu. Samotné právo stavby je nemovitou nehmotnou věcí podléhající zápisu do katastru nemovitostí. Právo stavby je tedy předmětem vlastnického práva a lze s ním disponovat - převádět, zatížit jej, použít jako zástavu a je součástí pozůstalosti.
Občanský zákoník účinný od roku 2014 znovu zavedl římskoprávní zásadu superficies solo cedit, tedy že „stavba je součástí pozemku“. Podle této zásady není stavba samostatnou věcí, ale součástí pozemku, na kterém stojí. Právo stavby umožňuje tuto zásadu prolomit – stavba se nestává součástí pozemku, ale práva stavby.

## Historie
Tento institut se u nás objevuje již z dob Rakouska, a to ve všeobecném zákoníku občanském z roku 1811 a následně i v dalších úpravách (zákon č. 86/1912 ř. z., o stavebním právu, a zákon č. 88/1947 Sb., o právu stavby), komunistickým režimem bylo právo stavby roku 1950 zestručněno a úplně zrušeno vydáním občanského zákoníku z roku 1964. V současné úpravě se objevuje po nabytí účinnosti nového občanského zákoníku. Stavby, které byly zřízeny na pozemku, který je ve vlastnictví osoby odlišné od vlastníka pozemku, se po nabytí účinnosti nového občanského zákoníku v roce 2014 nestaly součástí pozemku ani práva stavby, ale zůstaly samostatnou věcí.

## Vznik práva stavby
Právo stavby lze nabýt smlouvou, vydržením nebo rozhodnutím orgánu veřejné moci na základě zákona. Je vždy zřízeno dočasně, maximálně na dobu 99 let, přičemž poslední den doby, na kterou je právo stavby zřízeno, musí být patrný z katastru nemovitostí.

### Vydržení
Právo stavby lze vydržet jako jakoukoliv věc nemovitou, buď řádným vydržením za 10 let, nebo mimořádným vydržením za 20 let. Takto vzniklé právo se nabývá na dobu 40 let, přičemž tuto dobu může soud ze spravedlivých důvodů zkrátit nebo prodloužit.

### Smluvní zřízení
Zřízení práva stavby smluvním způsobem vyžaduje dva kroky. Prvním je platná smlouva, která musí být písemná a stvrzená podpisy stran na jedné listině. Druhým krokem je pak zápis do katastru nemovitostí, který je konstitutivní – se zápisem samotné právo stavby vzniká jako samostatná nemovitá věc. Smlouva musí obsahovat označení stran, vymezení stavby a pozemku, vymezení doby trvání práva stavby a údaj o úplatnosti či bezúplatnosti práva stavby.
Právo stavby sjednané na dobu kratší než 99 let lze vzájemnou dohodou stran prodloužit. Délka prodlouženého práva stavby nesmí přesáhnout 99 let ode dne jeho vzniku. Existují-li však na pozemku další zatížení váznoucí v pořadí za právem stavby, je možné toto právo prodloužit jen se souhlasem osob oprávněných k těmto zatížením.
Je-li právo stavby zřízeno úplatně, úplata se nazývá stavebním platem. Zpravidla se jedná o peněžité plnění, ale není vyloučeno ani plnění nepeněžité povahy. Je-li ujednáno plnění stavebního platu jako opakované, zatěžuje právo stavby jako reálné břemeno – právo na úhradu stavebního platu vázne na věci a vlastník pozemku může plnění požadovat po každém vlastníkovi práva stavby. Ve smlouvě musí být určena výše stavebního platu a jeho splatnost, případně aspoň způsob určení výše stavebního platu. Výši stavebního platu je možné sjednat jako změnitelnou v průběhu času, nesmí však záviset na nejisté události (vývoj ceny nemovitostí v oblasti apod.). Výjimkou je inflační doložka – stavební plat může být ovlivněn vývojem zhodnocování a znehodnocování měny.
Existence práva stavby nemůže být závislá na nejisté budoucí události. Ve smlouvě proto nesmí být sjednána rozvazovací podmínka a byla-li sjednána, je nicotná a nepřihlíží se k ní. Je možné smluvně zavázat stavebníka k určitým povinnostem, ale k těmto povinnostem není možné vázat zánik práva stavby – opět by se jednalo o nepřípustnou rozvazovací podmínku.

## Práva a povinnosti plynoucí z práva stavby
Právo stavby je věcí, vlastník práva stavby má stejná práva jako vlastník jakékoliv jiné nemovité věci. Je možné převést právo na jiného, zatížit jej, a přechází na právního nástupce (typicky děděním). Pro právo stavby však existují určitá omezení. Vlastník pozemku a vlastník práva stavby mají vůči sobě navzájem předkupní právo. Vlastník práva stavby má práva poživatele na pozemek, na kterém stavba stojí. Pozemek může užívat a může si brát plody pozemku. Vzájemné předkupní právo i požívací právo vlastníka práva stavby je možné smluvně vyloučit, popřípadě upravit jinak.
Stavebník má ze zákona povinnost udržovat stavbu v dobrém stavu. Ve smlouvě si strany mohou sjednat další práva a povinnosti.